# Ого, Судзука
Судзука Ого (яп. 大後寿々花; род. 5 августа 1993, Канагава, Япония) — японская актриса.

## Биография
Помимо съёмок в кино ходит в школу. Её увлечения — классический балет, икэбана, сноубординг, игра на пианино и др.
Ого начала сниматься в 2000 году, когда вступила в театральную студию Химавари. Дебютировала с театром Мэйдзидза в фильме «История национального вора». Также появлялась в некоторых телевизионных шоу.
В 2005 году Ого снялась в фильме «Один год на севере» режиссёра Исао Юкисады с известным актёром Кэном Ватанабэ. Она исполняла роль Таэ Комацубары. В декабре 2005 года Ого дебютировала в Голливуде с фильмом «Мемуары гейши» Роба Маршала. Ого исполняла роль Нитты Саюри в детстве (взрослую играла Чжан Цзыи).

## Фильмография
1. 2005 — Один год на севере (Kita no zeronen) — Таэ Комацубара
2. 2005 — Мемуары гейши — юная Чио
3. 2006 — Baruto no gakuen — Shio
4. 2007 — Tôku no sora ni kieta